# Sad Wings of Destiny
Sad Wings of Destiny is het tweede studioalbum van de Britse heavymetalband Judas Priest, uitgebracht in 1976.

## Nummers
1. "Victim of Changes"
2. "The Ripper"
3. "Dreamer Deceiver"
4. "Deceiver"
5. "Prelude"
6. "Tyrant"
7. "Genocide"
8. "Epitaph"
9. "Island of Domination"